# لیویا جامپالمو
لیویا جامپالمو (ایتالیایی: Livia Giampalmo؛ زادهٔ ۱۴ اکتبر ۱۹۴۱) بازیگر، صداپیشه، کارگردان فیلم و فیلم‌نامه‌نویس اهل ایتالیا است.
از فیلم‌هایی که وی در آن‌ها نقش داشته است، می‌توان به با من بمان اشاره نمود.